# Ancienne Comédie d'Avignon
L'ancienne comédie d’Avignon est un théâtre à l’italienne d’Avignon situé 9, place Crillon et inauguré en 1732. Le bâtiment eut la fonction de théâtre jusqu’en 1825, date de l’inauguration d’une nouvelle salle, plus grande, place de l’horloge à Avignon. C’est le premier lieu de la cité des papes qui a été construit spécifiquement pour y jouer des pièces de théâtre. Il fut en fonction de 1734 jusqu’en 1824. Construit selon les plans de Thomas Lainée, il eut comme directeur Fabre d'Églantine de 1785 à 1787.

## Situation
Il se trouve sur l’actuelle place Crillon qui portait avant sa construction le nom de place de l’Oulle. Elle fut, dès lors, appelée place de la Comédie. Située non loin des bords du Rhône, la place Crillon est accessible par la porte de l’Oulle.

## Historique
Jusqu’à la création de ce théâtre, la ville d’Avignon ne disposait pas de salle de spectacle. Les troupes jouaient leurs pièces notamment dans les salles de jeux de paume. À la suite de l’effondrement du bâtiment du peintre Nicolas Mignard, une société par action fut créée, afin d’offrir un théâtre à la ville. Les plans sont dus à Thomas Lainée. De cette salle d’origine ne reste que la façade, classée au titre des monuments historiques par arrêté du 5 novembre 1931.
Le « théâtre du jeu de paume », qui se situait rue de la Bouquerie, s’étant effondré en 1732, les plus grandes familles d’Avignon se regroupèrent dans une société à actions afin de faire édifier un vrai théâtre. Parmi elles se trouvaient les (de) Camaret, Puget-Barbentane, les Suarès d’Aulan, les Brantes, le marquis de costebelle et le duc de Crillon. Elle fut même ouverte aux nobles étrangers dont le duc d’Ormond et Lord Inverness. Leur société se porta acquéreur d’une jeu de paume sis sur la place de l’Oulle afin de faire construire le théâtre à sa place.
La responsabilité du chantier fut confiée à l’architecte parisien Thomas Lainée qui constata, le 23 juin 1734 que les travaux étaient finis et conformes à ses plans. Ses contemporains constatèrent qu’il était somptueux et que de luxueuses loges avaient été prévues pour le vice-légat, l’Auditeur général, le primacier de l’Université, le Révérend Père Inquisiteur, le viguier et les consuls. Le duc d’Ormond écrivit alors à l’un de ses correspondants : « Pour rendre la ville plus agréable, j’ai contribué à faire bâtir une salle de spectacles qui est assurément la plus jolie de France. Cela excite les troupes de campagne à y venir et nous avons Comédie pendant plus de six mois de l’année ».
On y joua la comédie française et italienne. Le théâtre resta en fonction jusqu’en 1824, date à laquelle où il fut décidé de faire construire une nouvelle salle place de l’Horloge : l'opéra d'Avignon.

## Statut
Le théâtre est une propriété privée. Depuis Novembre 2022, il abrite un magasin de vêtements de créateurs, "Family 3.0". 